# Injustice: Gods Among Us
Injustice: Gods Among Us is een vechtspel met personages uit het DC Universum. Het spel is ontwikkeld door NetherRealm Studios voor de PlayStation 3, Xbox 360, en Wii U en kwam in april 2013 uit. Op 7 oktober 2013 is bekendgemaakt dat er een re-release van Injustice komt. Deze versie zal 'Injustice: Gods Among Us Ultimate Edition' heten en komt uit in Noord-Amerika op 12 november 2013 en in Europa en de rest van de wereld op 29 november 2013. Alle voorgaande DLC's zullen voorgeïnstalleerd zijn in de Ultimate Edition. Het grootste verschil tussen de 'normale' versie en de Ultimate Edition, is het feit dat het ook beschikbaar zal zijn voor de PlayStation Vita, PlayStation 4 en Microsoft Windows. De versie voor de PlayStation 4 en Windows is (mede) ontwikkeld door High Voltage Software en de PlayStation Vita versie is ontwikkeld door Armature Studio. Ook is er een gratis mobiele versie voor iOS en later Android uitgebracht.

## Gameplay
De voornaamste gameplay voor Injustice: Gods Among Us bevat een een-tegen-een mode binnen een tweedimensionale omgeving, hoewel personages en achtergronden driedimensionaal worden weergegeven. Ed Boon, mede-oprichter en creative director van NetherRealm Studios, verklaarde dat personages in twee categorieën vallen: "power characters" en "gadget characters". Sommige vechters hebben meer dan één vechtstijl, zoals Nightwing's vermogen om te wisselen tussen een staf en een paar Eskrima stokken.
De locaties, gebaseerd op plaatsen zoals de Batcave en het Fortress of Solitude, bevatten meerdere levels en een variatie aan objecten die de speler beïnvloeden. Iedere arena heeft zijn eigen unieke elementen, en personages kunnen die op verschillende manieren uitbuiten afhankelijk van hun klasse. Een gadget character zoals Batman kan projectielen naar een auto vuren zodat die ontploft, terwijl een power character zoals Superman diezelfde auto kan optillen en zijn tegenstander ermee kan verpletteren. Volgens Boon is de keuze waar het gevecht plaatsvindt, even belangrijk als de keuze met welke personages.
Wanneer spelers vechten, zullen hun super meters zich laden met energie die, (wanneer vol) gebruikt kunnen worden om een speciale aanval of een krachtige super move uit te voeren. De meters zijn voor ieder personage uniek en worden op verschillende manier gebruikt. Wonder Woman gebruikt bijvoorbeeld haar meter om tussen twee vechtstijlen te wisselen, terwijl Solomon Grundy zijn meter gebruikt om een reeks grijp aanvallen uit te voeren. Spelers kunnen ook het ook tegen elkaar opnemen in het zogenaamde Clash system, dat geïndividualiseerde cutscenes combineert met het verwedden van delen van hun energie in de supermeters. Naast de aangerichte schade door het gevecht, steelt de winnaar energie van de verliezers meter.

## Personages
| - Aquaman - Ares - Bane - Batgirl - Batman - Black Adam - Catwoman - Cyborg - Deathstroke - Doomsday | - Flash - Green Arrow - Green Lantern - Harley Quinn - Hawkgirl - Joker - Killer Frost - Lex Luthor - Lobo - Martian Manhunter | - Nightwing - Raven - Scorpion - Shazam - Sinestro - Solomon Grundy - Superman - Wonder Woman - Zatanna - Zod | Exclusief voor mobiele versie: - Arkham Knight - Batgirl (Cassandra Cain) - Darkseid - Reverse-Flash - Static |

## Ontwikkeling
Injustice: Gods Among Us werd op 31 mei 2012 aangekondigd. Het spel maakt gebruikt van de Unreal Engine 3. Ontwikkelaar Ed Boon vertelde interviewers dat NetherRealm Studios iets buiten Mortal Kombat wilde maken en een heel andere soort game binnen het vechtgenre brengen. Producer Hector Sanchez verklaarde dat de studio zich niet beperkt voelt tot de Mortal Kombat serie en bereidt is om meer design risico te nemen met Injustice. Net als bij Boon's vorige DC titel, Mortal Kombat vs. DC Universe, zijn er beperkingen over hoe gewelddadig het spel mag zijn, alhoewel Boon van plan is om het nog net 13+ te houden, waarbij hij het geweld vervangen wordt door over-the-top actie." Hij maakte bekend om diepte in het verhaal toe te voegen en beloofde ook genoeg single-player inhoud en opties voor toernooien.
De campaign van het spel wordt geschreven door NetherRealm Studios en DC Comic schrijvers als een los verhaal. Volgens Lead Designer John Edwards, is het verhaal bedoeld om het feit dat personages die normaal nooit met elkaar zouden vechten (zoals Batman en Superman) en dit nu wel doen, te rationalizeren. Schrijvers Justin Gray en Jimmy Palmiotti dienden als verhaaladviseur zodat strippersonages hun persoonlijkheid behielden in Injustice.
NetherRealm Studios verklaarde dat een automatisch systeem om downloadbare inhoud voor Injustice op iedere console te krijgen in ontwikkeling is. Het spel zal tijdens het spelen verbinding met het internet maken en de benodigde informatie voor mensen die DLC hebben gekocht downloaden, zodat spelers met andere kunnen spelen die dat niet hebben. Daarnaast heeft Ed Boon bevestigd dat downloadbare inhoud niet op cd te verkrijgen is. Vanwege hevige online lag in NetherRealm Studio's vorige titel, Mortal Kombat, de ontwikkelaars hebben een nieuw, beter uitgewerkt systeem en optimaliseren de netwerkcode voor een verbeterde online ervaring. Sinds de release van Mortal Kombat, verklaarde Boon dat er aan NetherRealm Studio's grafische engine verbeteringen zijn gemaakt, waardoor er meer dynamisch licht is op het gebied van personages en omgevingen, en dat Injustice een snellere render engine zal hebben dan zijn voorganger.

### Marketing
Naast de standaard editie, is er ook de Injustice: Gods Among Us Collector's Editie verkrijgbaar voor de PlayStation 3 en de Xbox 360, en zal een steelbookhoesje hebben, een verzamelbeeldje, een downloadcode voor de geanimeerde film Justice League: Doom, twee uitgaven van een onaangekondigde DC Comics serie, en drie exclusieve DLC-kostuums voor Superman, Batman en Wonder Woman gebaseerd op hun verschijning in The New 52. De Amerikaanse en Europese versies van het pakket hebben verschillende beeldjes. De Amerikaanse bevat een beeldje van Wonder Woman die met Batman vecht in de Fortress of Solitude, en op het punt staat om met Supermans Krypton vluchtraket op zijn hoofd in te slaan. De Europese uitgave bevat een kleiner beeldje van de twee in gevecht, zonder arena of andere objecten.
Een speciale pre-order bonus van EB Games en GameStop geeft spelers toegang tot het Red Son Pack, een exclusief DLC-pakket geïnspireerd door de Superman: Red Son stripboek-miniserie, bestaande uit alternatieve Red Son skins voor Superman, Wonder Woman, en Solomon Grundy, en 20 extra missies die zich in de Red Son-verhaallijn afspelen.

## Ontvangst
| Geaggregeerde scores |                                                                                              |
| Aggregeerder         | Score                                                                                        |
| GameRankings         | (PS3) 81,04% (X360) 82,05% (WiiU) 83,25% (pc) 80,00% (PS4) 83,21% (Vita) 72,50% (iOS) 66,82% |
| Metacritic           | (PS3) 78/100 (X360) 81/100 (WiiU) 82/100 (pc) 79/100 (PS4) 80/100 (iOS) 69/100               |
| Review score         |                                                                                              |
| Uitgave              | Score                                                                                        |
| Power Unlimited      | 89/100                                                                                       |